# Маурісіо Перейра
Маурісіо Перейра (ісп. Mauricio Pereyra, нар. 15 березня 1990, Монтевідео) — уругвайський футболіст, півзахисник клубу «Орландо Сіті».

## Клубна кар'єра
Народився 15 березня 1990 року в Монтевідео. Вихованець футбольної школи клубу «Насьйональ». 
Дорослу футбольну кар'єру розпочав 2009 року в основній команді того ж клубу, в якій провів два сезони, взявши участь у 42 матчах чемпіонату. Більшість часу, проведеного у складі «Насьйоналя», був основним гравцем команди.
Своєю грою за цю команду привернув увагу представників тренерського штабу аргентинського «Лануса», до складу якого приєднався 2 серпня 2011 року. Відіграв за команду з Лануса наступні два сезони своєї ігрової кар'єри. Граючи у складі «Лануса» також здебільшого виходив на поле в основному складі команди.
До складу клубу «Краснодар» приєднався в лютому 2013 року. Всього встиг відіграти за краснодарську команду 154 матчі в національному чемпіонаті.
30 липня 2019 перейшов до складу американського «Орландо Сіті».

## Виступи за збірну
Протягом 2009–2010 років залучався до складу молодіжної збірної Уругваю, у складі якої брав участь у молодіжному чемпіонаті Південної Америки 2009 року та молодіжному чемпіонаті світу 2009 року. Всього на молодіжному рівні зіграв у 12 офіційних матчах.

## Титули і досягнення
- Чемпіон Уругваю: 2008/09, 2010/11
- Володар Суперкубка Уругваю: 2025